# Bogen (Steigen)
Pour les articles homonymes, voir Bogen.
Bogen est une localité du comté de Nordland, en Norvège.

## Géographie
Administrativement, Bogen fait partie de la kommune de Steigen.